# Amanattō
 (juillet 2017).
Si vous disposez d'ouvrages ou d'articles de référence ou si vous connaissez des sites web de qualité traitant du thème abordé ici, merci de compléter l'article en donnant les références utiles à sa vérifiabilité et en les liant à la section « Notes et références ».
L’amanattō est une confiserie japonaise. Ce sont des haricots azuki (ou d'autres légumineuses), cuits dans un sirop de sucre, séchés et enfin roulés dans du sucre fin.
Cette friandise, d'abord nommée amananattō (甘名納糖), avant de voir son nom abrégé en amanattō, après la Seconde Guerre mondiale, a été créée par Hosoda Yasubei, pendant l'ère Bunkyū (1861–1863), à l'époque d'Edo.
À Hokkaidō, l'amanattō est utilisé dans la réalisation du sekihan, c'est pourquoi ce dernier prend une saveur un peu sucrée.

## Référence
- (en) Cet article est partiellement ou en totalité issu de l’article de Wikipédia en anglais intitulé « amanattō » (voir la liste des auteurs).